# 1390
1390. је била проста година.

## Догађаји
- Након што се патријарх Јефрем по други пут својевољно повукао са места српског патријарха, кнез Стефан Лазаревић сазвао је сабору у манастиру Жичи на коме је за српског патријарха изабран Данило III.

## Рођења
- Википедија:Непознат датум — Јан ван Ајк, фламански сликар. († 1441)
- Википедија:Непознат датум — Српско-Угарски рат (1390—1392) Угри нападају територије Српског царства али су побеђени и избачени из Србије.

## Смрти

### Јануар
- 20. март — Алексије III Велики Комнин, трапезунтски цар

### Април
- 19. април — Роберт II, шкотски краљ

### Август
- 9. октобар — Хуан I од Кастиље, кастиљански краљ